# Fotografia instantânea

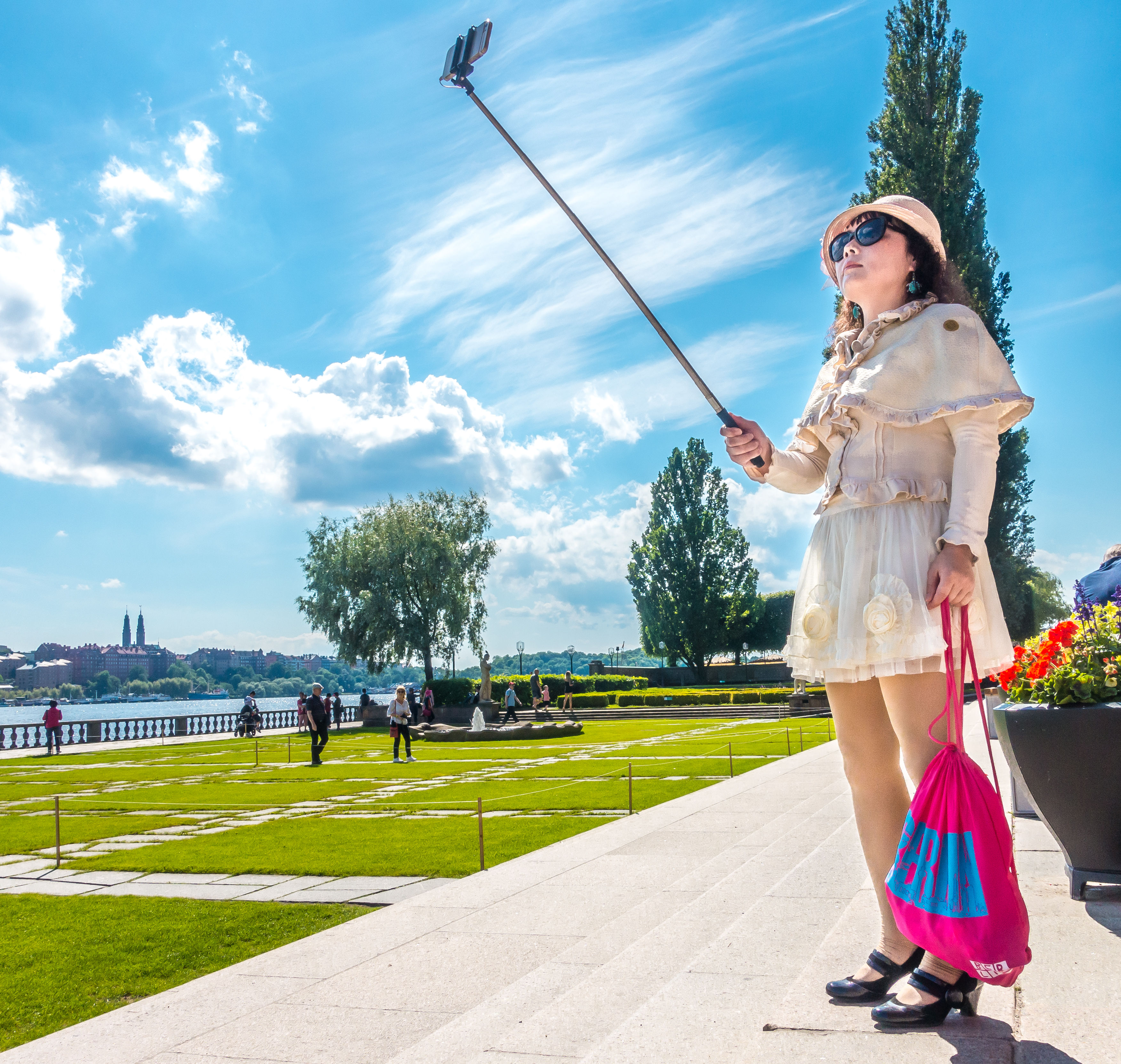
Instantânea de uma turista tirando uma selfie

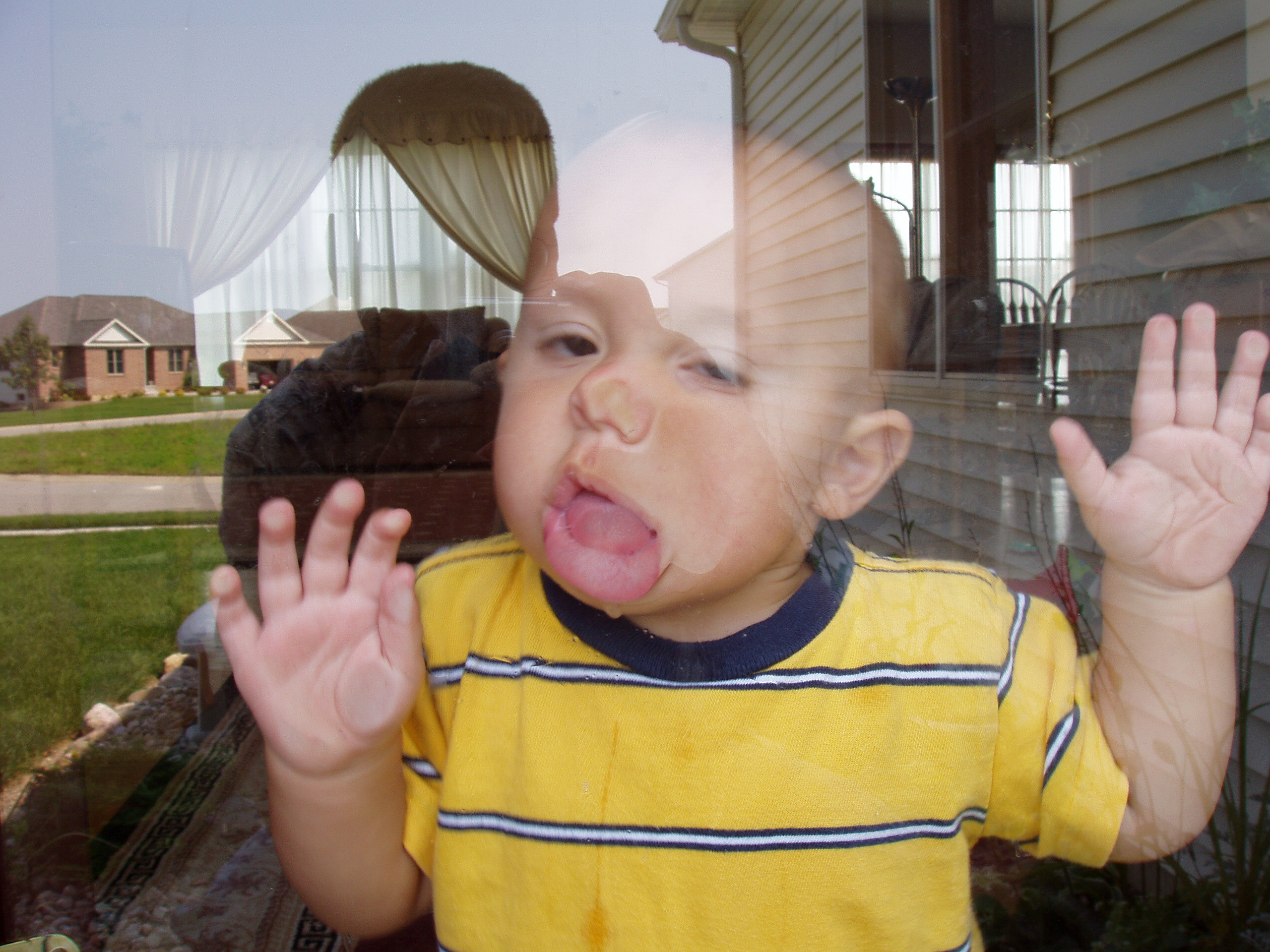
Instantâneas renderizam momentos memoráveis em imagens imperfeitas. Aqui, o brilho expõe o fotógrafo e implica uma relação próxima e familiar com o assunto

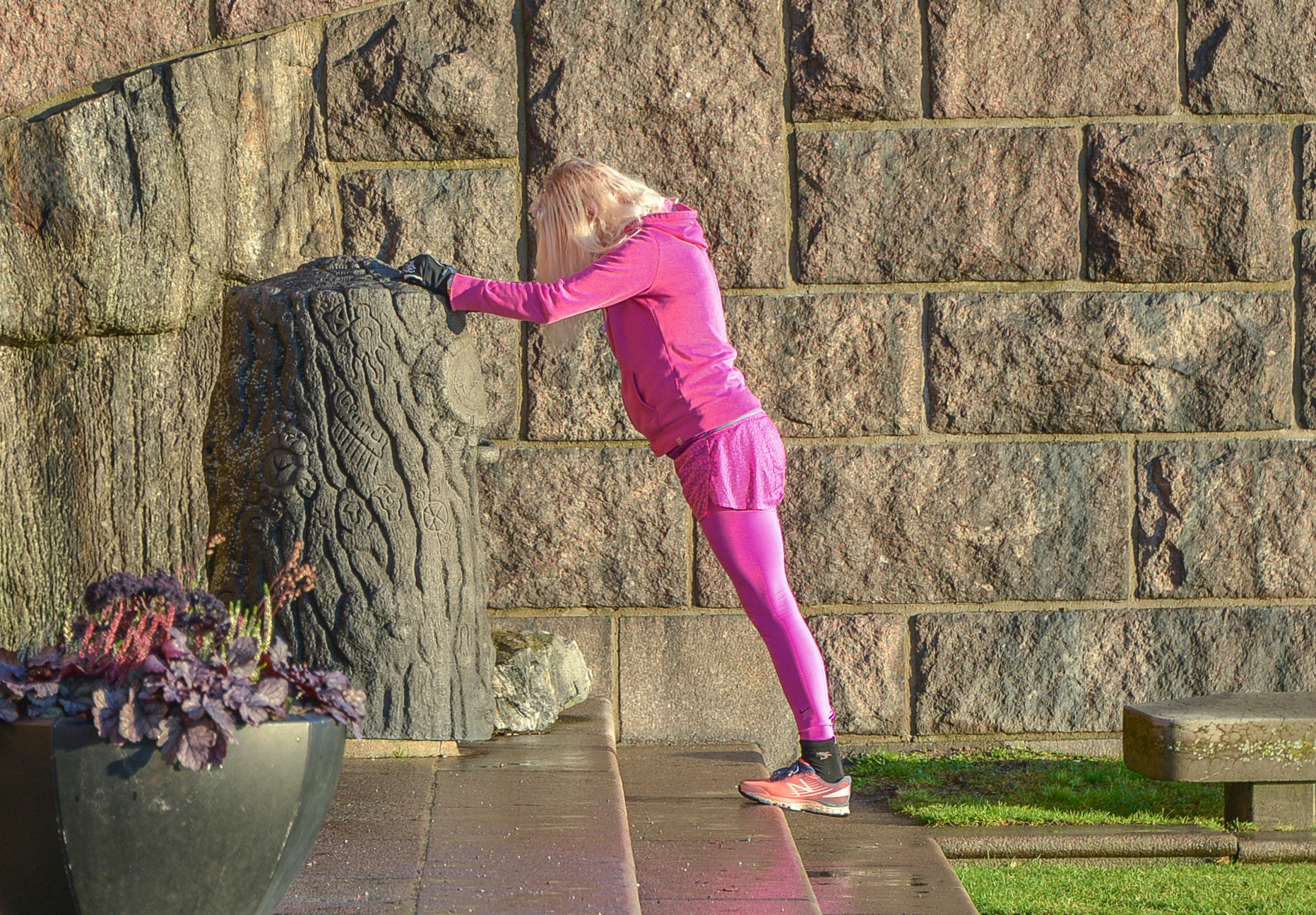
Instantânea de uma praticante de alongamento

Uma fotografia instantânea é uma fotografia "tirada" de forma espontânea e rápida, na maioria das vezes sem intenção artística ou jornalística e geralmente feita com uma câmera relativamente barata e compacta.
Assuntos instantâneos comuns incluem os eventos da vida cotidiana, geralmente retratando membros da família, amigos, animais de estimação, crianças brincando, festas de aniversário e outras comemorações, pôr do sol, atrações turísticas e afins.
Os instantâneos podem ser tecnicamente "imperfeitos" ou amadores: mal enquadrados ou compostos, fora de foco e/ou iluminados de forma inadequada pelo flash. Configurações automatizadas em câmeras de consumo ajudaram a obter uma qualidade tecnologicamente equilibrada em instantâneos. O uso de tais configurações pode revelar a falta de opções de especialistas que implicariam em mais controle do ponto de foco e menor profundidade de campo para obter imagens mais agradáveis, destacando o assunto contra um fundo desfocado.
A fotografia instantânea pode ser considerada a forma mais pura de fotografia ao fornecer imagens com as características que distinguem a fotografia de outras mídias visuais – sua ubiquidade, instantaneidade, multiplicidade e verossimilhança.